# Борна (князь)
Борна (хорв. Borna; *д/н — †821) — князь Приморської Хорватії бл.803/810—821 років.

## Життєпис

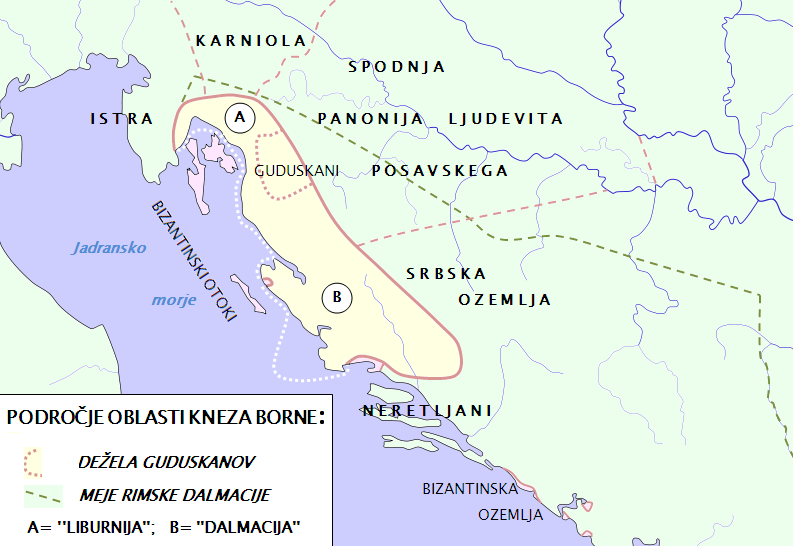
Володіння Борни

Було обрано князем після смерті князя Вишеслава між 803 та 810 роками. Початок його панування збіглося із закінченням франко-візантійських воєн, за підсумками яких Приморська Хорватія визнала зверхність Франкської імперії. 812 року діяв разом з франків проти прибережних далматинських міст, що належали Візантії.
У 814 році прибув до Падеборна, де склав васальну присягу імператору Людовику I. 818 року підкорив слов'ян-гудушчан (мешкали біля річки Гаска), прийнявши титул гудушчанський князь.
У 819 році Борна не підтримав антифранкське повстання під орудою Людевіта Посавського, князя Паннонської Хорватії. Натомість виступив на підтримку франків. Вирішальна битва відбулася при річці Купа. У розпал битви гудушчані зрадили Борну і перейшли на бік Людевіта, в результаті чого військовик Драгомуж загинув. Борна врятувався лише завдяки відвазі своїх охоронців.
У грудні того ж року Людевіт вдерся до Приморської Хорватії, де почав плюндрувати володіння Борни, але після настання холодів був змушений відступити. Борна перерізав шляхи постачання армії Людевіта, завдавши супротивнику значної шкоди — 3 тис. вояків вбитих й захоплених 300 коней. Після цього успіху отримав від імператора титул князя Далмації.
У січні 820 року Борна і імператор Людовик I Благочестивий зустрілися в Аахені, де домовилися стосовно спільних дій проти Паннонської Хорватії. У січні 821 році Борна прийняв титул князя Далмації та Лібурнії. Того ж року вдерся до володінь Людевіта, але в розпал війни помер. Владу успадкував його небіж Владислав.